# Curiosity Channel
Curiosity Channel (bis 30. April 2022 Spiegel TV Wissen, ehem. Langform: Curiosity Channel powered by SPIEGEL) ist ein deutscher Dokumentationssender. Er sendet 24 Stunden am Tag. Er ist der Nachfolger des am 4. Oktober 2011 eingestellten Senders Spiegel TV Digital. Der Sender wird in SD über die bekannten Verbreitungswege des Vorgängers verbreitet sowie in HD bei Telekom Entertain, KabelKiosk, Vodafone Kabel Deutschland und Unitymedia.
Zum 18. Oktober 2016 wurde der Sender einem Rebranding unterzogen und ein neues Logo eingeführt.
Ab dem 1. Juli 2018 war Curiosity Channel in SD auch bei Sky in Deutschland und Österreich zu empfangen. Die Ausstrahlung bei Sky endete zum 30. Juni 2023.
Spiegel TV Wissen wird, wie auch Spiegel Geschichte, von der Spiegel TV Geschichte und Wissen GmbH & Co. KG betrieben, an der bis September 2021 die Spiegel TV GmbH mit 51 Prozent beteiligt war und die Autentic GmbH mit 49 Prozent. Seitdem halten die Spiegel TV GmbH und die Autentic GmbH jeweils 34 Prozent der Anteile und CuriosityStream, hinter dem der gleichnamige US-Streamingdienst steht, 32 Prozent der Anteile. Durch das neue Joint Venture mit CuriosityStream wurde der Sender zum 1. Mai 2022 in Curiosity Channel umbenannt. Seit dem 2. Mai 2023 heißt der Sender nur noch Curiosity Channel.

## Senderlogos

Logo vom 4. Oktober 2011 bis zum 17. Oktober 2016
Logo vom 18. Oktober 2016 bis zum 1. Mai 2022
Logo der HD-Version vom 18. Oktober 2016 bis zum 1. Mai 2022
Logo vom 1. Mai 2022 bis 1. Mai 2023
Logo seit 2. Mai 2023

## Empfang
Curiosity Channel ist über verschiedene Anbieter empfangbar: Sky Deutschland, Kabel BW, MagentaTV und Zattoo.